# 2002 RN109
2002 RN109 là một vật thể bên ngoài sao Hải Vương và damocloid trên một quỹ đạo rất lập dị, giống như sao chổi. Nó được các nhà thiên văn học với Nghiên cứu tiểu hành tinh Trái Đất Lincoln tại Phòng thí nghiệm ETS của Lincoln gần Socorro, New Mexico, Hoa Kỳ quan sát lần đầu tiên vào ngày 6 tháng 9 năm 2002.. Đối tượng thiên văn không bình thường có kích cỡ khoảng 4 kilômét (2,5 dặm) đường kính.. Nó có độ lệch tâm quỹ đạo cao thứ hai trong số các hành tinh nhỏ được biết đến, sau 2005 VX3.

## Miêu tả
2002 RN109 có thể là một sao chổi không hoạt động mà chưa thấy tỏa khí ra ngoài. Trong quá khứ, nó có thể đã thực hiện các lần tiếp cận gần hơn với Mặt trời mà có thể loại bỏ hầu hết các chất bay hơi gần bề mặt của nó. Nó quay quanh Mặt trời ở khoảng cách 2,7-1,091 AU cứ sau 12783 năm một lần (trục bán chính 546,7AU). Quỹ đạo của nó có độ lệch tâm 0,9951 và độ nghiêng 58 ° so với đường hoàng đạo.. Vòng cung quan sát của thiên thể này bắt đầu bằng quan sát khám phá trước tại Khu kiểm tra thử nghiệm của Phòng thí nghiệm Lincoln vào ngày 16 tháng 8 năm 2002, hoặc ba tuần trước lần quan sát đầu tiên.. Vòng cung quan sát chỉ kéo dài hơn 80 ngày. Đối tượng đã không được quan sát kể từ tháng 11 năm 2002 khoảng 2 tháng trước khi đến điểm cực viễn 2.7 AU từ mặt trời. Trong quá trình đến điểm cực viễn, khoảng cách của đối tượng là 2.9AU tính từ Trái Đất.